# مارتوني
مارتوني (بالأرمنية: Մարտունու շրջան) مقاطعة من المقاطعات الثمانية التي تتبع جمهورية مرتفعات قرة باغ المستقلة بحكم الأمر الواقع، لكن رسمياً أراضيها جزء من أذربيجان بحكم القانون، تقع مارتوني في شرق الجمهورية.